# Museo archeologico Baglio Anselmi
Il Museo archeologico regionale Lilibeo Baglio Anselmi è un museo archeologico regionale che si trova a Capo Boeo a Marsala. Ospita l'unico esemplare di nave punica giunta ai nostri giorni, e la Nave romana di Marausa.

## Il museo
Il museo è ospitato in un antico baglio costruito intorno al 1880 come stabilimento vinicolo, sito alla periferia della città, ed è stato adibito a museo nel 1986 dalla Regione siciliana e inaugurato nel 1999.  Alla fine degli anni 2000 è stato espropriato ed acquisito al Demanio regionale il Baglio Tumbarello-Grignani e collegato al Baglio Anselmi con un apposito passaggio coperto. Ospita la Venere Lilybetana (detta anche Venere Callipigia), statua romana del I - II secolo d.C., copia di una statua ellenistica del II secolo a.C.
Il museo è stato ristrutturato per ospitare la Nave punica, ritrovata nel 1969 nelle acque al largo dell'Isola Grande, presso l'imboccatura nord della laguna dello Stagnone.
È certamente il reperto più importante del museo, visitata da archeologi e studiosi di tutto il mondo, in quanto esemplare unico.
Dal 18 dicembre 2015 ospita anche la Nave romana di Marausa ripescata davanti alla costa di Trapani, esposta al pubblico dall'aprile 2019.
Altri reperti contenuti nel museo sono costituiti da ceramiche e terrecotte di epoca ellenistica e romana oltre ad una serie di epigrafi incise su lastre di pietra, anfore da trasporto, ceppi di ancora, e il carico di relitti arabo-normanni affondati nella zona.
Alle spalle del grande edificio si trova il vastissimo terreno entro cui sono stati trovati i resti dell'antica città di Lilibeo, insulae romanee i cui mosaici sono esposti al museo, ed un perfetto decumano.
In seguito a lavori di restyling, eseguiti nel corso del 2016, il museo è stato dotato di grandi schermi, per vivere al meglio la visita museale, arricchita dai documenti e ricostruzioni video di quest'ultimi.

## Galleria d'immagini

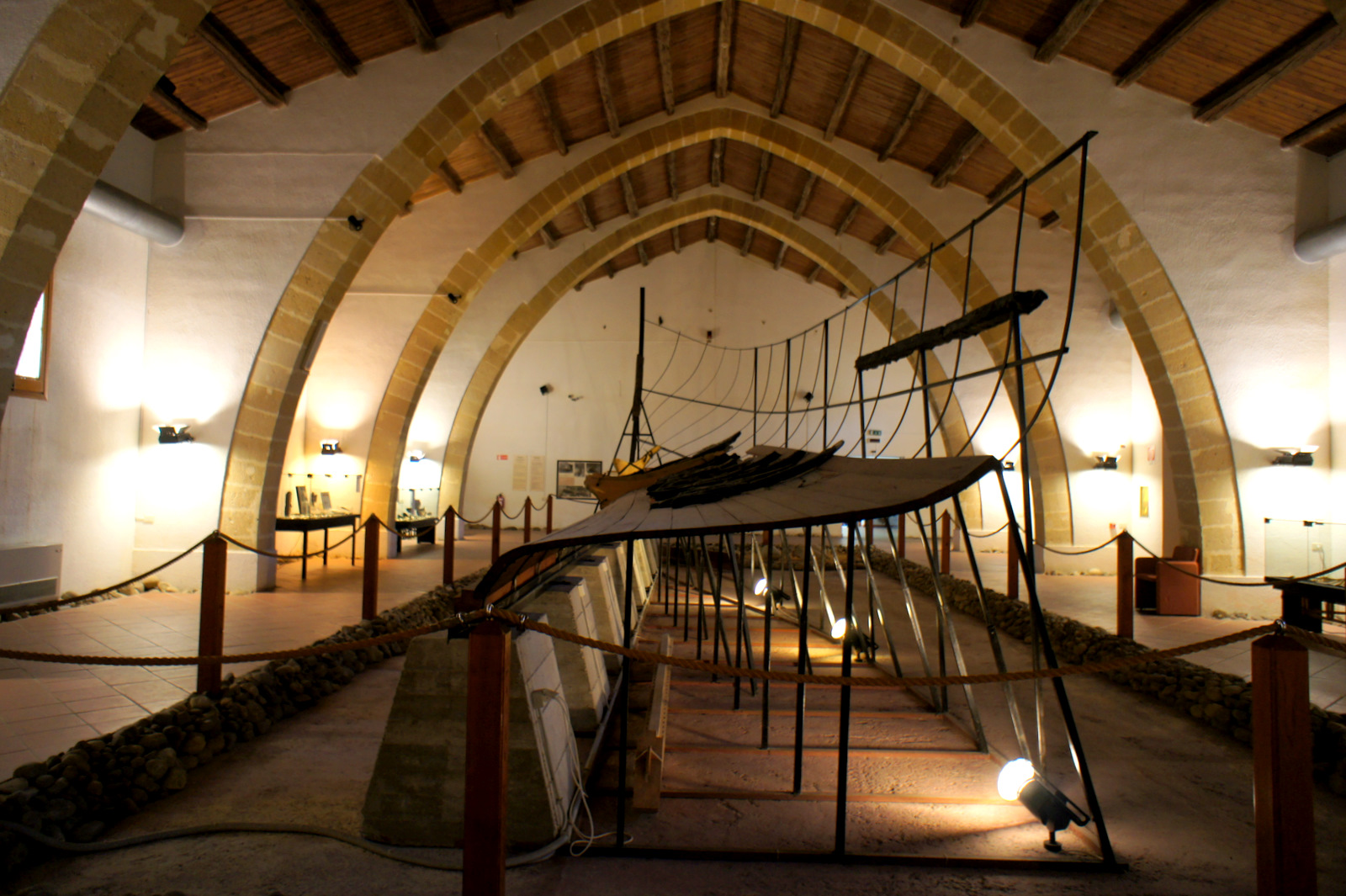
Interno del museo
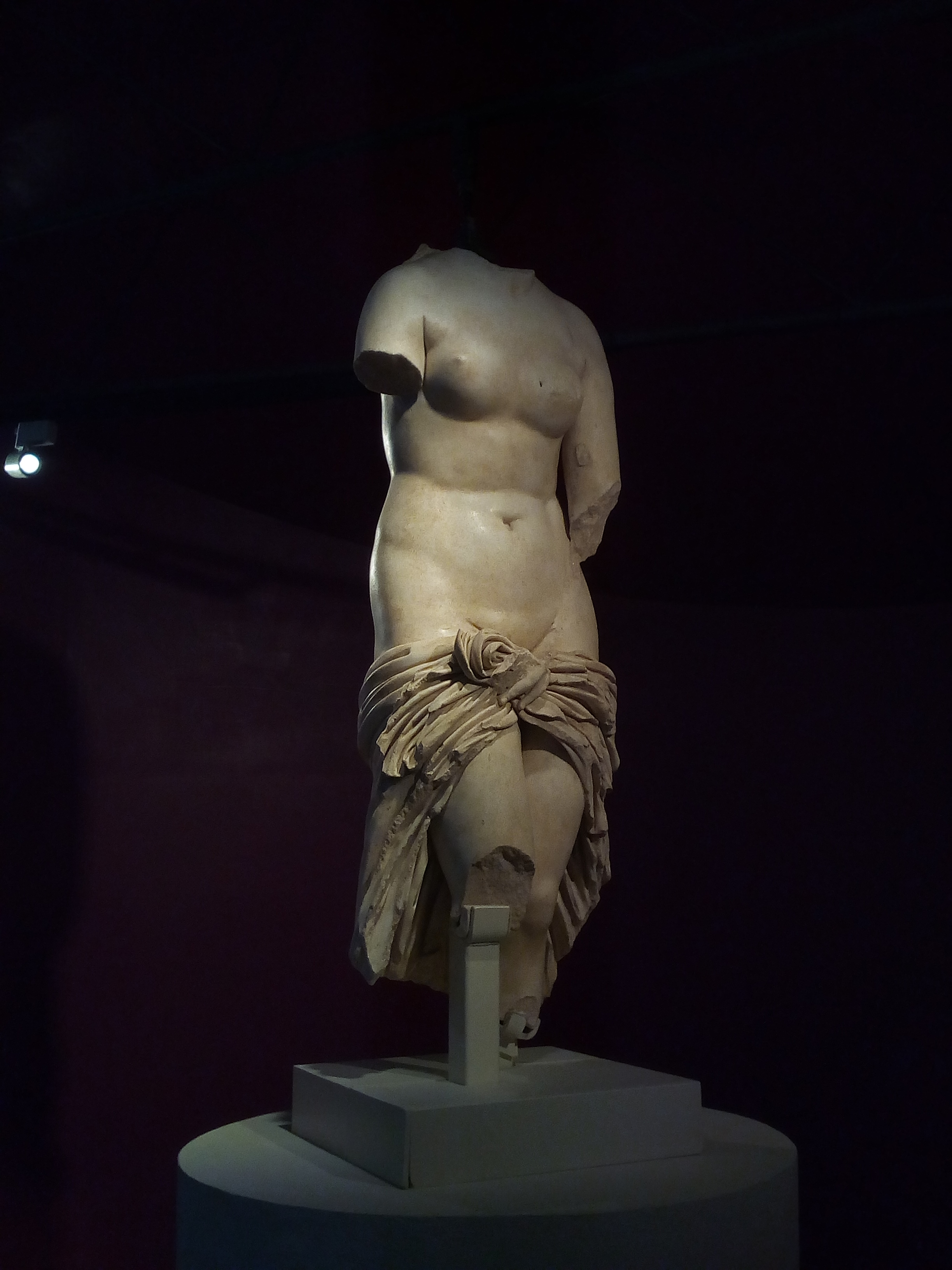
La Venere lilibetana
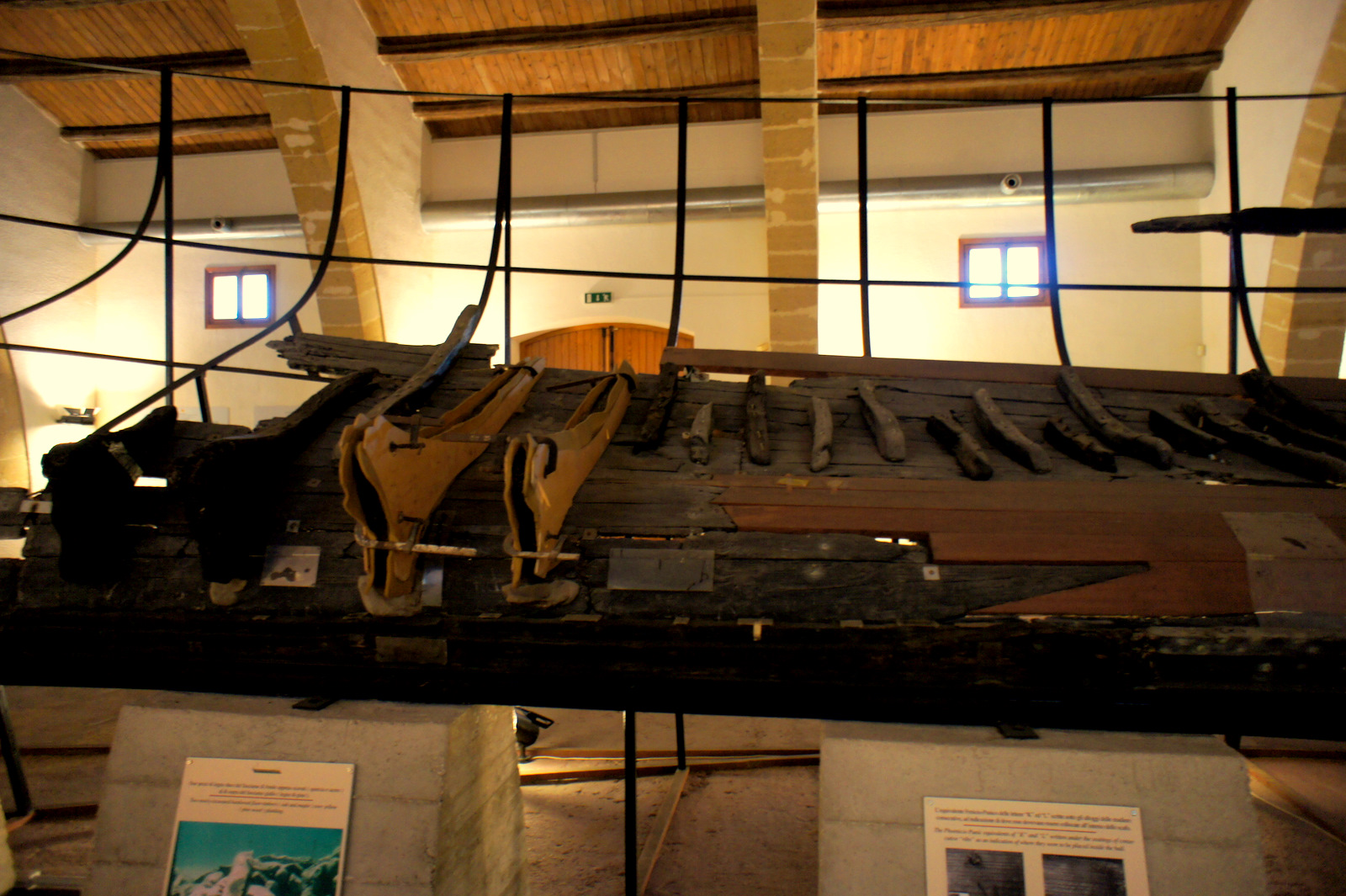
La nave punica
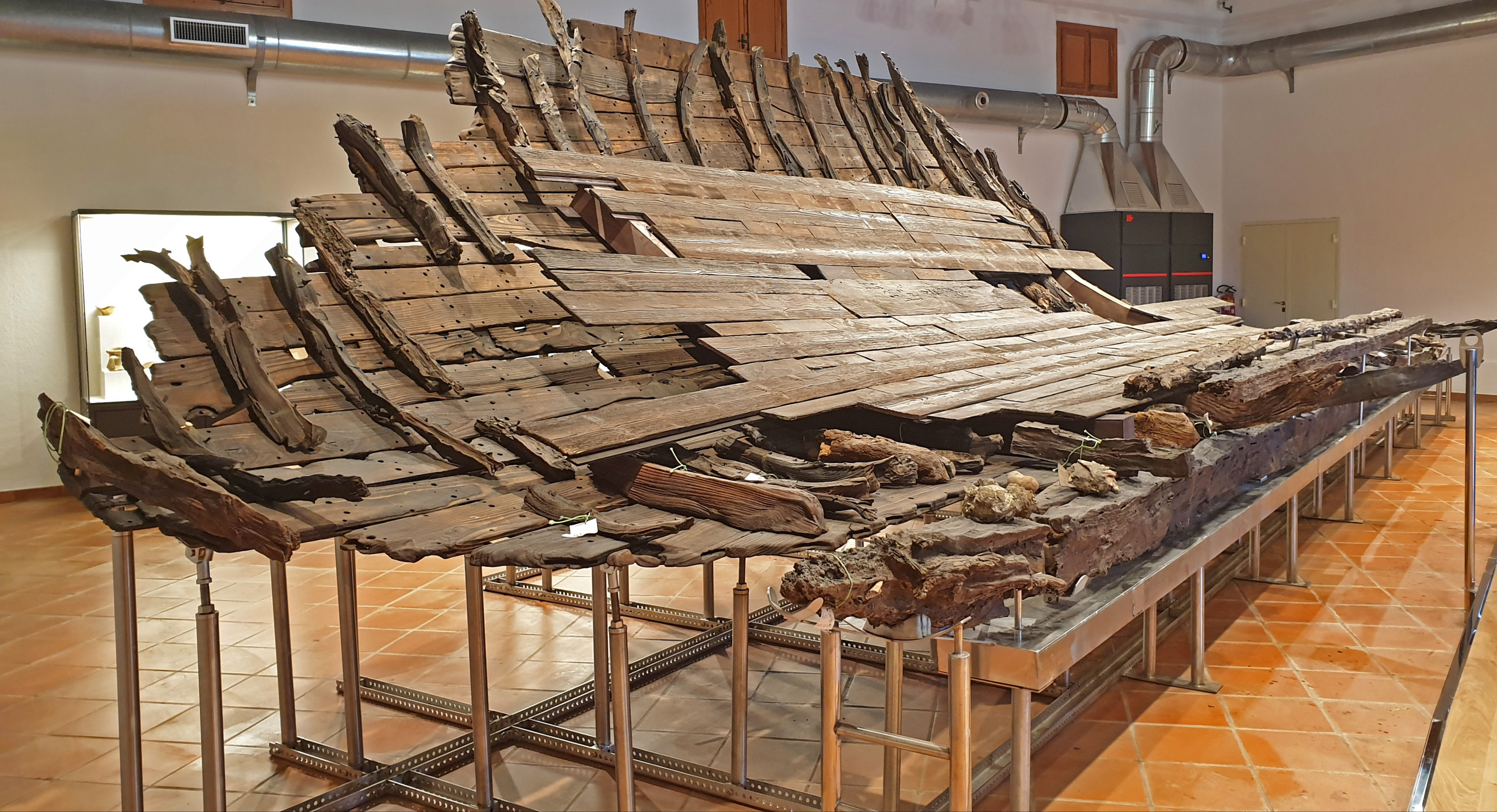
I resti dello scafo della nave romana di Marausa